# Episema simplificata
Episema simplificata là một loài bướm đêm trong họ Noctuidae.